# District historique de Taos Downtown
Le district historique de Taos Downtown, ou Taos Downtown Historic District en anglais, est un district historique américain à Taos, dans le comté de Taos, au Nouveau-Mexique. Composé de bâtiments construits dans plusieurs styles architecturaux, parmi lesquels le style Mission Revival et le style Pueblo Revival, il est inscrit au New Mexico State Register of Cultural Properties depuis le 8 juillet 1982 ainsi qu'au Registre national des lieux historiques depuis le 8 juillet 1982.